# Le Mesnil-Benoist

Le Mesnil-Benoist este o comună în departamentul Calvados, Franța. În 1 ianuarie 2018 avea o populație de 51 de locuitori.